# Mrgastan
Mrgastan (in armeno Մրգաստան?, fino al 1935 Gadzhilar o Hajjilar) è un comune dell'Armenia di 1 570 abitanti (2009) della provincia di Armavir.